# Astragalus gladiatus
Astragalus gladiatus es una especie de planta del género Astragalus, de la familia de las leguminosas, orden Fabales.

## Distribución
Astragalus gladiatus se distribuye por Macedonia, Bulgaria, Grecia y Turquía.

## Taxonomía
Fue descrita científicamente por Boiss. Fue publicada en Diagn. Pl. Orient. 2: 45 (1843).